# Kamýk nad Vltavou
Kamýk nad Vltavou (deutsch Kamaik, älter auch Camich, Gamnich, Kamnich) ist eine Gemeinde in Tschechien. Sie liegt 13 Kilometer westlich von Sedlčany und gehört zum Okres Příbram.

## Geographie

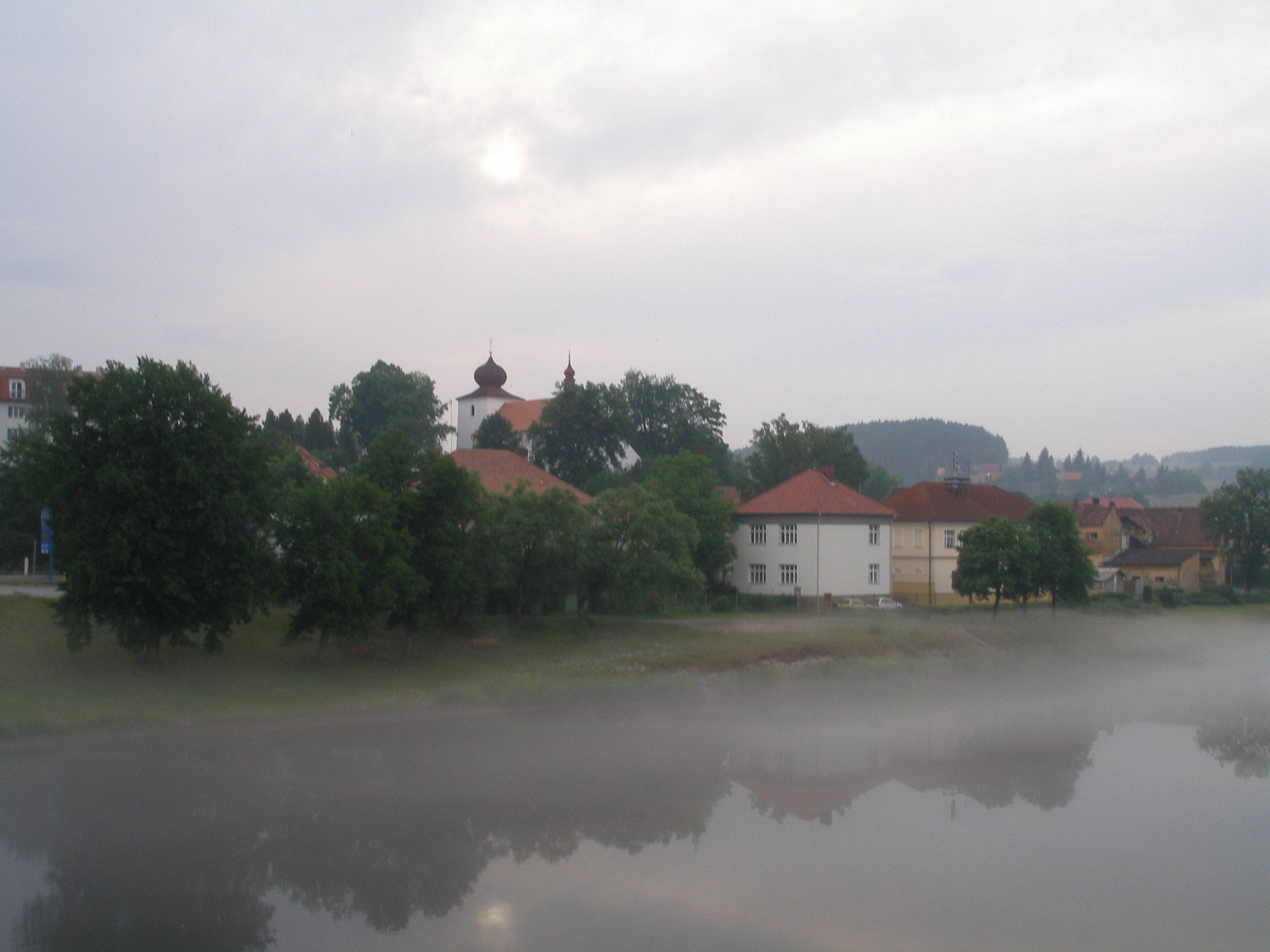
Blick von der Moldaubrücke auf den linksseitigen Teil mit der Kirche

Kamýk nad Vltavou liegt beiderseits der Moldau im Mittelböhmischen Hügelland. In Kamýk münden die Bäche Zduchovický potok und Hejkal in die Moldau. Am südlichen Ortsausgang befindet sich der Damm des Wasserkraftwerkes Kamýk, westlich über dem Ort liegt die Burgruine Vrškamýk. Nördlich erhebt sich die Čeláková (391 m), im Nordosten der Šiberný (354 m), östlich der Malý Hejk (394 m) und der V Houštích (387 m), im Süden die Radobylka (388 m) und die Bába (442 m) sowie nordwestlich die Humna (417 m) und der Perdlák (422 m). Durch Kamýk nad Vltavou verläuft die Staatsstraße II/102 zwischen Milevsko und Nový Knín, von der im Ort die II/118 nach Příbram abzweigt.
Nachbarorte sind Vápenice, Blatnice, Velká, Roviště und Hojšín im Norden, Hrachov und Dražkov im Nordosten, Skrýšov, Svatý Jan, Šourkův Mlýn, Chadimův Mlýn, Boží Muka, Radobyl und Brzina im Osten, Bražná, Řadovy und Žákovec im Südosten, Krásná Hora nad Vltavou, Zhoř und Švastalova Lhota im Süden, Na Rybárně, Žebrákov, Solenice und Větrov im Südwesten, Zduchovice und Kaliště im Westen sowie Chvojná, Luhy, Horní Třtí, Jalovčí und Dolní Třtí im Nordwesten.

## Geschichte

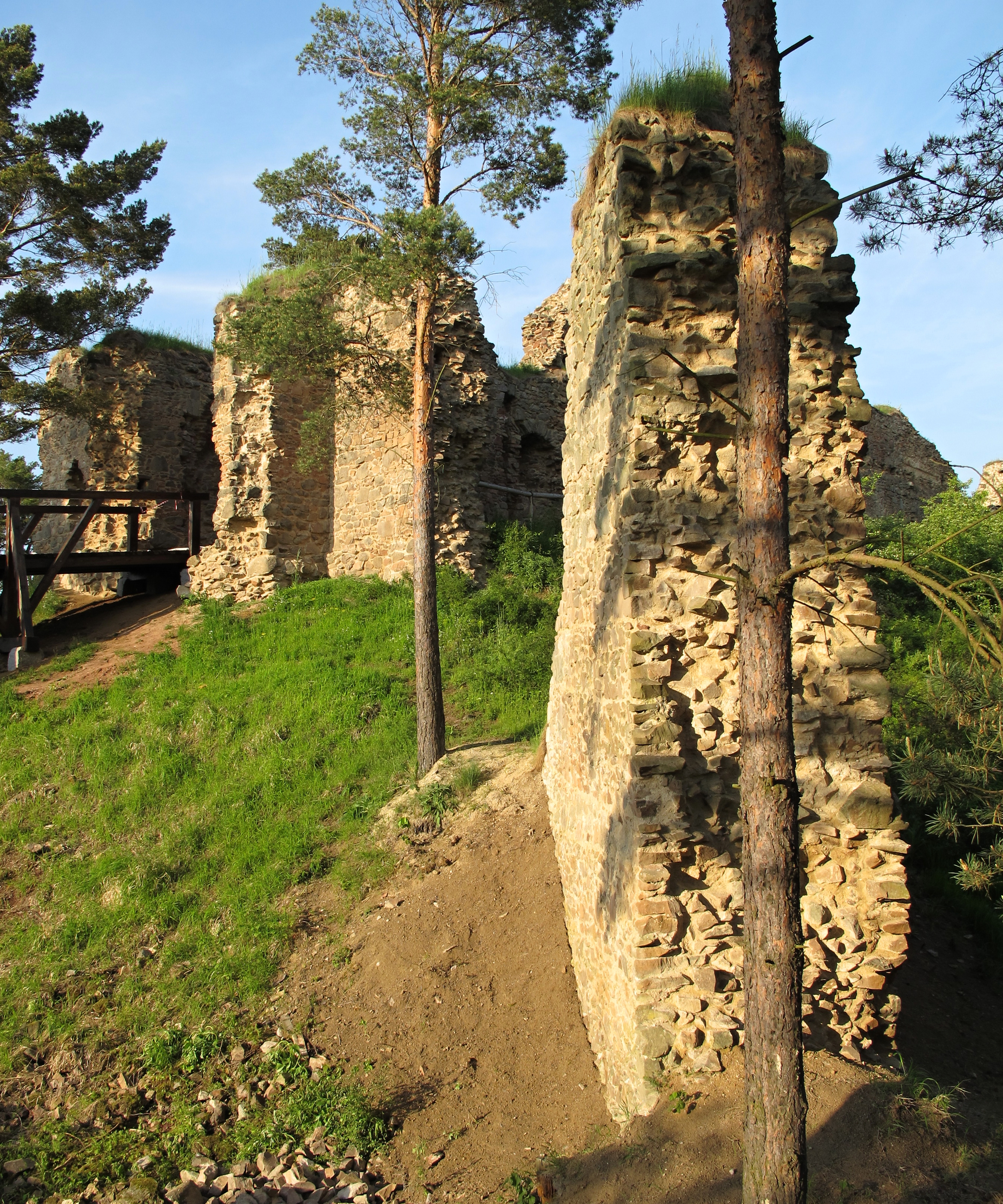
Burgruine Vrškamýk

Auf dem Höhenzug zwischen den Tälern der Moldau und des Zduchovický potok befand sich wahrscheinlich seit dem Ende des 10. Jahrhunderts eine Wacht- und Jagdburg der Přemysliden. Am Fuße des Burghügels Kamyky entstand um den Fürstenhof am linken Moldauufer eine Ansiedlung. Der erste schriftliche Nachweis über die Burg erfolgte am 16. Juni 1186 als Herzog Friedrich auf Vrškamýk eine Widmungsurkunde für das Stift Zwettl ausfertigte. Seit 1227 wurde bei Kamýk eine Wassermaut erhoben. König Wenzel I. erhob die Burg in der ersten Hälfte des 13. Jahrhunderts zum Verwaltungs- und Gerichtssitz für den linksmoldauischen Teil des Bozeňer Kreises, dessen Gebiet von Südböhmen bis zum Brdywald reichte. Zeitweilig bewohnte Wenzel I. die Burg selbst, ansonsten war sie Sitz königlicher Beamter und Jäger.
Die erste urkundliche Erwähnung der Ansiedlungen Starý Kamýk und Nový Kamýk erfolgte im Jahre 1285, als König Wenzel II. dem Kloster Mühlhausen das Kirchpatronat in den königlichen Herrschaften Kamýk und Krásná Hora abtrat. Es wird angenommen, dass sowohl Starý Kamýk bzw. Horní Kamýk als auch Nový Kamýk bzw. Dolní Kamýk Marktrechte besaßen. Beide Siedlungen hatten eigene Kirchen; die in Starý Kamýk war dem hl. Petrus und die in Nový Kamýk dem hl. Nikolaus geweiht. Nový Kamýk entstand nicht unmittelbar bei der Burg, sondern am Fluss, um die Furt und Überfuhr zu kontrollieren, und ist das heutige Kamýk. Die Kirche St. Nikolaus wird als ein Vorgänger der Kirche Mariä Geburt angesehen. Starý Kamýk erlosch in der ersten Hälfte des 14. Jahrhunderts, seine Lage konnte bis heute nicht genau lokalisiert werden.

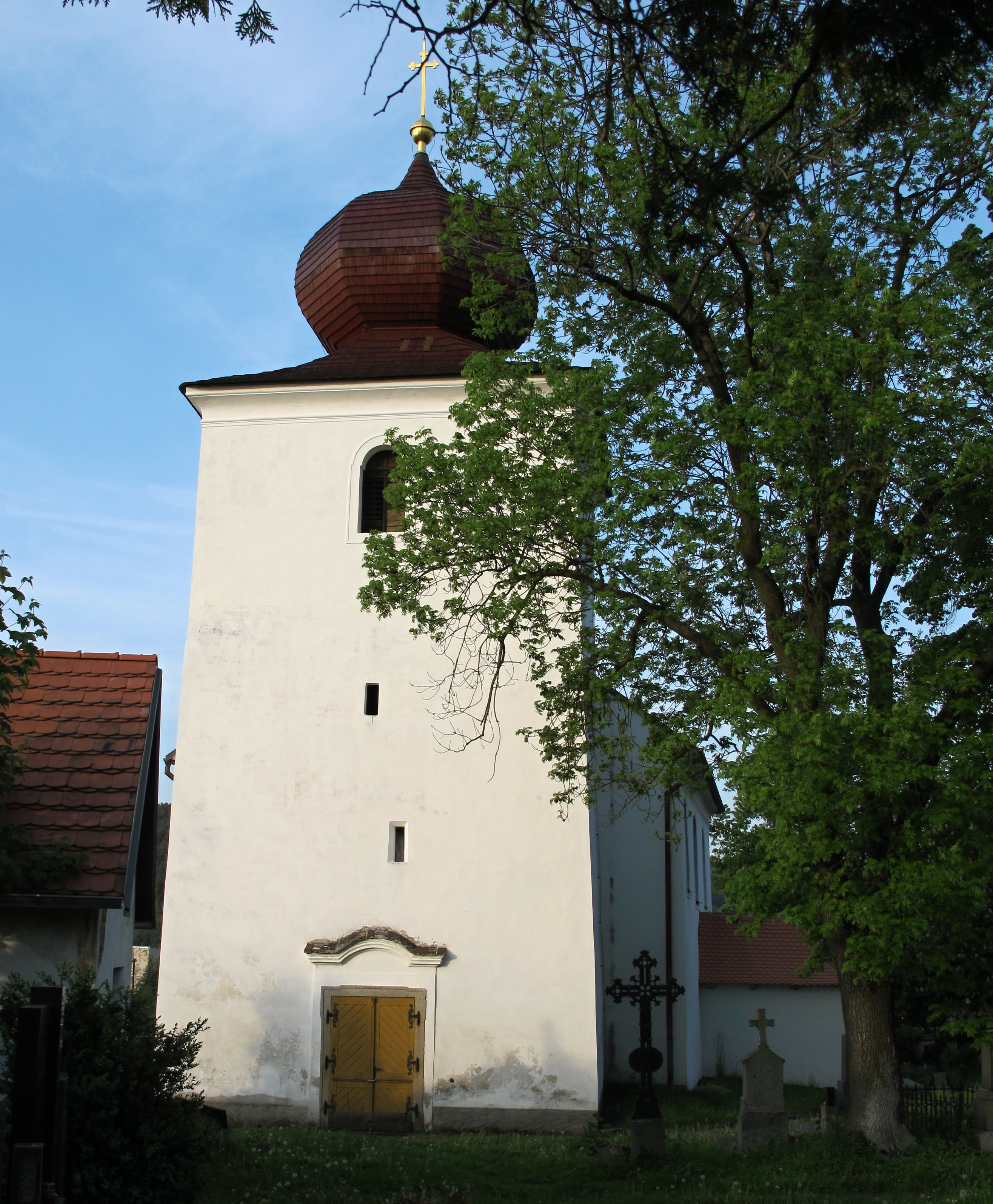
Kirche Mariä Geburt

König Johann verpfändete nach 1320 die Burg Kamýk einschließlich der Jagdadministration sowie einigen umliegenden Dörfern an Hermann von Miličín. Dieser verstarb wenig später und das Pfand ging an Peter von Rosenberg über. 1335 löste die Krone das Pfand wieder ein. Im Jahre 1336 wurde (Nový) Kamýk als königliches Städtchen bezeichnet. 1341 erhielt Peter von Rosenberg Kamýk erneut als Pfandbesitz. Karl IV. holte das Gut 1350 der böhmischen Krone zurück. Er ließ 1356 anstelle der hölzernen eine steinerne Kirche errichten und diese mit einem Pfarrer besetzen. Von der 1366 durch Karl IV. zur Erleichterung der Moldauschifffahrt angeordneten Öffnung der meisten Wehre an der Moldau blieben die Kamýker Wehre ausgenommen. Nach der Errichtung der neuen Königsburg Karlštejn verlor Kamýk ab 1357 seine Bedeutung. Die königlichen Lehen wurden auf Karlštejn übertragen und das königliche Jagdamt auf die Burg Vargač bei Dobříš verlegt. Von der 1366 durch Karl IV. zur Erleichterung der Moldauschifffahrt angeordneten Öffnung der meisten Wehre an der Moldau blieben die Kamýker Wehre ausgenommen. Bis zum Ende des 14. Jahrhunderts war die Burg Sitz eines königlichen Amtes, danach wurde das Gut an Karlštejner Vasallen beliehen, die die niedere Gerichtsbarkeit ausübten und den verbliebenen königlichen Besitz in der Umgebung verwalteten.
Im 15. Jahrhundert verpfändete König Sigismund das Gut an die Familie Popel von Lobkowicz auf Hoch-Chlumetz, dies wurde auch unter seinen Nachfolgern beibehalten. König Vladislav Jagiello schloss das Gut Kamýk mit der Herrschaft Frauenberg zusammen und verpfändete diese 1490 an Wilhelm von Pernstein, der sie 1514 seinem jüngsten Sohn Vojtěch überließ. Nach dessen Tode erbte 1534 sein Bruder Johann den Besitz, er überließ ihn seinem Cousin Andreas Ungnad von Sonegg. In der zweiten Hälfte des 16. Jahrhunderts bestanden in Kamýk eine herrschaftliche Brauerei, ein Kretscham und eine Mühle. Die Ungnad von Sonegg wirtschafteten die Herrschaft Frauenberg in den Ruin. König Ferdinand I. erwarb die überschuldete Herrschaft 1561 zurück und verkaufte sie im Jahr darauf erblich an Joachim von Neuhaus. Dessen Sohn Adam veräußerte das Gut Kamýk noch im selben Jahre an Jan Vojkovský von Milhostice. Von diesem erwarb 1580 Oldřich Myška von Žlunice (Udalrich Misska) das Gut. Er ließ den Hof Kamýk im Renaissancestil umgestalten und errichtete als seinen Sitz ein Adelsgut. Die Pfarrkirche St. Nikolaus war auch über die hussitischen Zeiten stets katholisch geblieben, da die Grundherren Katholiken gewesen waren. Myška war jedoch Protestant und ließ auf der Kleinseite am rechten Ufer eine evangelische Kirche errichten. Unter den Myška von Žlunice wurde das Städtchen gänzlich evangelisch, auch der Pfarrer von St. Nikolaus wechselte zu den Protestanten. Im Jahre 1617 ließ Oldřich d. J. Myška von Žlunice in Kamýk eine Schule einrichten. Nach der Schlacht am Weißen Berg wurde das Oldřich d. J. Myška und seiner Frau Johanka, einer Tochter von Jakob Krčín von Jelčany, gehörige Gut Kamýk mit dem Markt Kamýk und den Dörfern Zhoř, Proudkovice, Švastalova Lhota, Koubalova Lhota und Přívozec konfisziert und 1623 für 28.000 Gulden an Polyxena von Lobkowicz verkauft. Sie ließ die katholische Pfarre wiedererrichten und die evangelische Kirche schleifen. 1624 gingen 24 protestantische Familien ins Exil. Polyxenas Sohn Wenzel Eusebius von Lobkowicz ließ 1640 das Kamýker Gut mit der Herrschaft Hoch-Chlumetz vereinigen und zum Familienfideikommiss erheben. 1650 zerstörte ein Großfeuer eine Hälfte des Städtchens. Seit 1674 ist in Kamýk eine jüdische Gemeinde nachweislich. Vom Großbrand von 1774 waren auch die Kirche, die Schule, die Brauerei, das Spital und das Gericht betroffen. Da sich Kamaik nur sehr schleppend von den Folgen des Brandes erholte, bewilligte Kaiser Josef II. dem Städtchen 1797 auf Gesuch von Joseph Franz Maximilian von Lobkowicz das Privileg für drei Jahrmärkte. Zum Ende des 18. Jahrhunderts entstand in Kamaik eine eigenständige Judengemeinde, die mit der Seltschaner Judengemeinde verbunden war. Im 19. Jahrhundert entstanden in den Felsen um Kamaik mehrere Granitsteinbrüche, die u. a. Quader für den Bau der Prager Kettenbrücke, den Franzenskai und die Staatseisenbahnbrücke bei Bubna lieferten.
Der im Berauner Kreis gelegene Marktflecken Kamaik, auch als Kameyk, Kamniek und Kameyk nad Wltawau bezeichnet, bestand im Jahre 1845 aus 66 Häusern mit 527 Einwohnern. Davon gehörten neun Häuser zum Gut Zduchowitz und ein Haus zum Lehnhof Kamaik. Unter herrschaftlichem Patronat standen die Filialkirche Mariä Geburt und die Schule. Außerdem gab es in Kamaik einen Meierhof mit Schäferei, ein Jägerhaus, eine Mühle mit Brettsäge, drei Wirtshäuser, eine Überfuhr sowie 13 befugte Gewerbebetriebe und zwei Krämer. Auf der rechtsufrigen Kleinseite befand sich ein freisässliches Bräuhaus. Haupterwerbsquelle bildeten die Landwirtschaft, die Schifferei, das Handwerk und die Steinbrecherei. Der Ort wurde als „alter, wiewol unansehnlicher, einem Dorfe ähnlicher Flecken“ beschrieben. Kamaik war Pfarrort für Zduchowitz, Welka (Velká), Zebrakow (Žebrákov), Bukowetz (Bukovec) und Trztj (Třtí). Bis zur Mitte des 19. Jahrhunderts blieb Kamaik der Fideikommissherrschaft Hoch-Chlumetz mit den Allodialgütern Skregssow, Hoysin und Přičow untertänig.
Nach der Aufhebung der Patrimonialherrschaften bildete Kamýk / Kamaik ab 1850 eine Marktgemeinde im Bezirk Votice und Gerichtsbezirk Sedlčany. Ab 1868 gehörte Kamýk zum Bezirk Selčan. 1874 wurde eine Postmeisterei eingerichtet. Im Jahre 1887 wurden Kamýk und die rechts des Flusses liegende Kleinseite durch eine Brücke verbunden. Sie war die erste Straßenbrücke über das Moldautal in der Region Mittleres Povltaví und ersetzte die alte Fähre, dadurch wurde eine direkte Straßenverbindung zwischen Příbram und Sedlčany hergestellt. Durch das Hochwasser vom Frühjahr 1888 wurde die Brücke weggerissen und 1889 wiederaufgebaut. Die Judengemeinde wurde 1893 an die Marktgemeinde angeschlossen. Im Zuge der Bodenreform von 1922 wurde der größte Teil des Grundbesitzes der Fürsten Lobkowicz in Kamýk nad Vltavou von der Gemeinde erworben. Auf diesen Fluren entstand in den 1920er und 1930er Jahren südlich der Kirche ein Villenviertel. Seit 1924 führt der Ort den amtlichen Namen Kamýk nad Vltavou. Im Jahre 1932 hatte das Städtchen 463 Einwohner, in Kamýk nad Vltavou bestanden eine katholische Kirche, eine Synagoge, ein Postamt, Fernsprechamt, Telegraphenamt und eine Gendarmeriestation. Während der Sudetenkrise entstand auf der Kleinseite eine aus mit Ohrenständen (Řopík) bestehende Befestigungslinie des Tschechoslowakischen Walls. Die jüdische Gemeinde wurde während der deutschen Besetzung fast vollständig vernichtet.
1948 sank Kamýk nad Vltavou zum Dorf herab. Nach der Aufhebung des Okres Sedlčany wurde Kamýk nad Vltavou 1960 dem Okres Příbram zugeordnet. Zwischen 1957 und 1961 erfolgte der Bau des Kamýk-Stausees mit Wasserkraftwerk als Teil der Moldau-Kaskade. In der zweiten Hälfte des 20. Jahrhunderts wurde in Kamýk ein neues Wohnviertel, eine Ferienhaussiedlung und eine neue Schule errichtet. Der Ort wurde zudem Garnisonsstandort. Am 1. Jänner 1980 wurden Velká (mit Blatnice, Na Břehách, Roviště und Tahavá) und Zduchovice (mit Žebrákov) eingemeindet. Zduchovice und Žebrákov lösten sich zum 1. Juli 1990 wieder von Kamýk nad Vltavou und bildeten eine eigene Gemeinde. Beim Moldauhochwasser vom August 2002 wurde Kamýk nad Vltavou zum Teil überflutet, die Beseitigung der dabei entstandenen Gebäudeschäden dauerte bis 2005.

## Gemeindegliederung
Die Gemeinde Kamýk nad Vltavou besteht aus den Ortsteilen Kamýk nad Vltavou (Kamaik) und Velká (Welka), den Ansiedlungen Blatnice, Na Břehách, Roviště und Tahavá sowie den Einschichten Boží Muka, Radobyl, Šourkův Mlýn.

## Städtepartnerschaft
- Gołańcz, Polen, seit 2008

## Sehenswürdigkeiten
- Burgruine Vrškamýk (auch Kamýk bzw. Hunec), die mittelalterliche Přemyslidenburg diente zuletzt den Burggrafen von Karlštejn als Jagdburg. Seit 1569 ist sie wüst.
- Kirche Mariä Geburt, der im 14. Jahrhundert errichtete gotische Bau war ursprünglich dem hl. Nikolaus geweiht. Nach dem Stadtbrand von 1774 wurde sie 1775 wiederhergestellt und in den Jahren 1784 bis 1787 im barocken Stil umgestaltet und vergrößert.
- Postamt, der spätbarocke Bau entstand in der zweiten Hälfte des 18. Jahrhunderts
- Moldaubrücke Kamýcký most, erbaut 1887 und 1889. In den Jahren 1957 und 1999 erfolgten Sanierungsarbeiten.
- Jüdischer Friedhof, südöstlich der Kleinseite auf einer bewaldeten Kuppe über dem Hof Radobyl, er entstand im 17. Jahrhundert